# Zsolt Kalmár
Zsolt Kalmár (Győr, 9 de junho de 1995) é um futebolista profissional húngaro que atua como meia.

## Carreira
Zsolt Kalmár começou a carreira no Győr ETO.